# Overbroek (Limburg)
Overbroek is een gehucht van Wellen, een gemeente in de Belgische provincie Limburg.
Het gehucht bevindt zich centraal in de gemeente en is gelegen onmiddellijk ten westen van de dorpskom van Wellen.
De kern van het gehucht bevond zich aan de Overbroekstraat, de huidige N777. Door lintbebouwing is de historische kern niet meer als zodanig herkenbaar. In het oosten is het gehucht, via de N754, vergroeid met de dorpskom van Wellen. In het westen loopt de bebouwing langs diezelfde N754 via de gehuchten Russelt en Snoek helemaal door tot het centrum van Alken.

## Etymologie
Etymologisch gezien gaat de naam van het gehucht terug tot het Germaanse broka dat 'moeras' betekent. Het toponiem 'Broek' komt in het Nederlandse taalgebied veelvuldig voort en wordt gebruikt om een moerassig terrein aan te duiden. De naam 'Overbroek' verwijst op deze manier naar de ligging van het gehucht. Vanuit het centrum van Wellen bevindt het gehucht zich aan de overzijde van De Broekbeemd.

## Geschiedenis
In de omgeving van Overbroek werden bij opgravingen werktuigen gevonden die dateren uit de prehistorie. In de Romeinse tijd lag het tracé van de heirbaan die Tongeren verbond met Toxandrië eveneens in de buurt van het gehucht.
Doorheen de middeleeuwen behoorde Overbroek tot de vrijheerlijkheid Wellen, een kerkelijke enclave in het Graafschap Loon die in het bezit was van de Abdij van Munsterbilzen. De graven van Loon bezaten enkel het voogdijrecht over Wellen. Op bestuurlijk niveau was de heerlijkheid opgedeeld in vier kwartieren: Bos, Overbroek, Russelt en Wellen.

## Natuur en landschap
Overbroek is gelegen in Vochtig-Haspengouw waardoor het reliëf minder uitgesproken is dan in Droog-Haspengouw. De hoogte in Russelt varieert tussen de 42 en 52 meter. De vruchtbare gronden rondom het gehucht zijn geschikt voor fruitteelt en in mindere mate akkerbouw.
Ten zuidoosten van Overbroek bevindt zich het natuurgebied De Broekbeemd. In 2014 werden kapwerken uitgevoerd om dit natuurgebied in zijn oorspronkelijke staat te herstellen. Ten noorden van het gehucht bevindt zich langs de oevers van de Herk, de Grote Beemdsloot en de Oude Beek het natuurgebied Grote Beemd. Beide natuurgebieden worden beheerd door de natuurvereniging Limburgs Landschap vzw.